# Скрынников, Дмитрий Степанович
Скрынников Дмитрий Степанович (8 декабря 1884, Борисоглебск, Тамбовская губерния — 5 августа 1956, Ленинград) — начальник 3-го отдела санитарного управления Ленинградского фронта, генерал-майор медицинской службы (31.03.1943), заслуженный врач РСФСР.

## Биография
Дмитрий Степанович Скрынников родился 8 декабря 1884 года в г. Борисоглебск Воронежской области.
В рядах Армии с 1 июля 1912 года.
Участник Гражданской и Великой Отечественной войн.
С 1938 года начальник 3-го отделения санитарного управления Ленинградского военного округа
Зарекомендовал себя как крупный организатор противоэпидемической работы в масштабе фронта, добился значительного улучшения санитарного состояния действующих частей, резкого снижения заболеваемости, правильного и своевременного лечебно-эвакуационного обеспечения больных различных категорий. Обеспечил противоэпидемическое благополучие в войсках Ленинградского фронта. Личным выездом организовывал обработку состава частей и соединений фронта.
За проявленный профессионализм и упорный труд был награждён орденом Отечественной войны I степени 12 октября 1943 года.
Благодаря срочно принятым энергичным мерам и правильному проведению мероприятий Д. С. Скрынникову в конце 1942 года удалось ликвидировать вспышку сыпного типа в 54-й Армии, когда угроза его значительного распространения была налицо.
За самоотверженную работу и большие практические достижения был награждён 12 февраля 1943 года орденом Красной Звезды.
31 марта 1943 года повышен в звании до генерал-майора медицинской службы.
5 октября 1944 года указом Президиума ВС СССР награждён орденом Красного Знамени.
21 февраля 1945 года награждён орденом Ленина.
9 мая 1945 года награждён медалью «За победу над Германией в Великой Отечественной войне 1941—1945 гг.»
24 июля 1948 года за выслугу лет указом Президиума ВС СССР награждён орденом Красного Знамени.
Окончил службу 24 марта 1954 года.
Скончался 5 августа 1956 года. Похоронен на Богословском кладбище в Санкт-Петербурге.

## Награды
- Орден Ленина (21.02.1945)
- Орден Красной Звезды (22.02.1938)
- Орден Красной Звезды (13.02.1943 № 266/н)
- Орден Красного Знамени (05.10.1944 № 1405/н)
- Орден Красного Знамени (03.11.1944)
- Орден Красного Знамени (24.06.1948)
- Орден Отечественной войны I степени (06.12.1943 № 2103/н)
- Медаль «За оборону Ленинграда» (22.12.1942)
- Медаль «За победу над Германией в Великой Отечественной войне 1941—1945 гг.» (09.05.1945)
- Заслуженный врач РСФСР
- Юбилейная медаль: «ХХ лет РККА» (1938)